# 安中重繁
安中 重繁（あんなか のぶしげ/かたしげ/しげしげ）は、戦国時代の武将。山内上杉家、甲斐武田氏の家臣。上野国榎下城主。後に安中城主。
なお、『和田記』など近世の著作では、越前守の実名を忠政（ただまさ）とするものがあるが、古文書から裏付けられる実名は重繁である。

## 生涯

### 出自
安中氏は上野碓氷郡を本拠とした国衆。当時の碓氷郡には安中氏の他に松井田の諏訪氏・後閑の依田氏・秋間の飽間氏など複数の国衆が存在し、安中氏は板鼻から松井田までの間の碓氷川流域を支配していたと考えられている。また、当初は榎下城（現・安中市原市）を本拠としていたとみられる。
天文2年（1533年）2月に北条氏綱が鶴岡八幡宮造営に際して奉加を求めた国衆の一人に安中宮内少輔長繁があり、この人物が安中氏の惣領にあたる人物と見られている。長繁は関東管領・山内上杉家に従属していたが、同21年（1552年）に上杉憲政が後北条氏に上野を追われ越後国に落ち延びた際に長繁も憲政に従って追われ、庶子である重繁が惣領の地位を継いで後北条氏に従ったとする説がある。この時期の安中氏の動向として、同23年に安中源左衛門尉が北条氏康より富田郷（現・前橋市）を与えられている一方で、安中七郎太郎は憲政に従い越後に亡命しており、一族でまとまって行動せず上杉方と北条方に分かれて行動していたとみられる。
重繁は永禄元年（1558年）に北条氏康より吾妻谷侵攻に参陣するよう命じられており、これが史料上の初見である。翌2年（1559年）4月に重繁によって野尻（現・安中市安中）の地に安中城が築城され、以後安中城が安中氏の本拠となる。

### 武田氏との抗争
永禄3年（1560年）9月の長尾景虎（上杉謙信）の上野侵攻に際しては上杉方に参陣し、総社長尾氏の同心とされた。この際人質として次男を差し出している。また、一族の安中将監は足利長尾氏の同心とされている。『関東幕注文』では碓氷郡の国衆のうち安中氏の他に諏訪・依田氏の名前は確認されているが飽間氏の名前が確認されない為、飽間氏はこの時点で没落していると考えられる。
その後後北条氏に同調した武田氏の西上野侵攻が開始されると箕輪長野氏と共に武田氏に対抗する。重繁は長野業正の姉妹を妻に娶り、嫡男・景繁は業正の娘を娶り、また別の業正の娘を重繁の養女として長野氏家臣・石井信房に嫁がせている。このように重繁は箕輪長野氏と重縁関係にあり、業正やその跡を継いだ氏業と共に武田氏に対抗していく。
永禄4年（1561年）11月に武田氏による西上野侵攻が行われ、甘楽郡が制圧され、碓氷郡の松井田城も攻撃されるが撃退する。翌5年（1562年）2月と5月にも松井田城は攻撃を受け、5月には安中領にも武田軍が侵攻した。この際に一族の安中丹後守が重繁の承認の元で離反し後北条氏に従い、帰参した際には所領の宛行を行うことを約束している。その後9月には武田氏に降伏し、この際に北条家臣となっていた安中丹後守や深谷上杉憲盛らの取り成しにより服属を赦されたとみられている。
武田氏に降伏後、家督を嫡男・景繁に譲り隠居したと考えられる。なお、『甲陽軍鑑』（品第卅三）に越前守（重繁）が「成敗」されたとあるが、降伏した時に切腹・処刑された訳ではなく、重繁が松井田城を没収されて隠居・出家に追い込まれたことを「成敗」と称されたとみられる。

### 武田氏配下として
武田氏配下後も隠居していたとはいえ実権を握っていたとみられ、活動が確認できる。武田氏との関係は不安定であったらしく、永禄7年（1564年）に安中氏の被官で武田氏への従属に貢献した赤見綱泰の進退の保証を武田信玄より依頼されている。同年11月には上杉方に内通し松井田城の奪取を画策していると真田幸綱に密告され、武田氏より警戒されている。翌8年（1565年）6月には上杉方との人質交換交渉で次男の返還が検討されていたが、和田業繁の申し出によって和田氏の人質返還に変更されたため実現しなかった。
永禄10年（1567年）に武田氏が上野のうち利根川以西を支配下に置いたことで西上野支配が安定すると、安中氏も完全に武田氏に服属し、忠勤に励むようになった。碓氷郡においては、諏訪氏の松井田城は武田氏の直轄となり、後閑の依田氏が箕輪長野氏と共に武田氏に対抗して没落し、入れ替わりで武田氏配下の後閑信純が後閑に入部したため、碓氷郡の国衆は安中氏と後閑氏のみとなった。
その後、永禄11年（1568年）6月までの活動が確認される（「長伝寺文書」）。没年は不明。